# العلاقات التشيلية النيوزيلندية
العلاقات التشيلية النيوزيلندية هي العلاقات الثنائية التي تجمع بين تشيلي ونيوزيلندا.

## مقارنة بين البلدين
هذه مقارنة عامة ومرجعية للدولتين:
| وجه المقارنة                                              | تشيلي                         | نيوزيلندا                                              |
| --------------------------------------------------------- | ----------------------------- | ------------------------------------------------------ |
| المساحة (كم2)                                             | 756.10 ألف                    | 268.02 ألف                                             |
| عدد السكان (نسمة)                                         | 17.37 مليون                   | 4.24 مليون                                             |
| الكثافة السكانية (ن./كم²)                                 | 22.97                         | 15.82                                                  |
| العاصمة                                                   | سانتياغو                      | ويلينغتون، أوكلاند                                     |
| اللغة الرسمية                                             | اللغة الإسبانية               | لغة إنجليزية، اللغة الماورية، لغة الإشارة النيوزيلندية |
| العملة                                                    | بيزو تشيلي، وحدة حساب تشيلية ‏ | دولار نيوزيلندي، الجنيه النيوزيلندي                    |
| الناتج المحلي الإجمالي (بليون دولار)                      | 277.08 مليار                  | 205.85 مليار                                           |
| الناتج المحلي الإجمالي (تعادل القوة الشرائية) بليون دولار | 419.39 مليار                  |                                                        |
| الناتج المحلي الإجمالي الاسمي للفرد دولار أمريكي          | 13.42 ألف                     |                                                        |
| الناتج المحلي الإجمالي للفرد دولار أمريكي                 | 22.07 ألف                     |                                                        |
| مؤشر التنمية البشرية                                      | 0.832                         | 0.914                                                  |
| رمز المكالمات الدولي                                      | +56                           | +64                                                    |
| رمز الإنترنت                                              | .cl                           | .nz                                                    |
| المنطقة الزمنية                                           | 00، 00، 00، 00                | ت ع م+13:00، ت ع م+12:00                               |

## مدن متوأمة
في ما يلي قائمة باتفاقيات التوأمة بين مدن تشيلية ونيوزيلندية:
- ترتبط كونثبثيون مع أوكلاند باتفاقية توأمة.

## منظمات دولية مشتركة
يشترك البلدان في عضوية مجموعة من المنظمات الدولية، منها:
| علم المنظمة | اسم المنظمة                                      | تاريخ انضمام تشيلي | تاريخ انضمام نيوزيلندا |
| ----------- | ------------------------------------------------ | ------------------ | ---------------------- |
|             | وكالة ضمان الاستثمار متعدد الأطراف               | 12 أبريل 1988      | 22 أبريل 2008          |
|             | منظمة التعاون الاقتصادي والتنمية                 | ?                  | ?                      |
|             | الأمم المتحدة                                    | 24 أكتوبر 1945     | 24 أكتوبر 1945         |
|             | الفريق المعني برصد الأرض                         | ?                  | ?                      |
|             | منظمة حظر الأسلحة الكيميائية                     | ?                  | ?                      |
|             | منظمة التجارة العالمية                           | ?                  | ?                      |
|             | منظمة الشرطة الجنائية الدولية                    | ?                  | ?                      |
|             | مؤسسة التنمية الدولية                            | 30 ديسمبر 1960     | 1 أكتوبر 1974          |
|             | يونسكو                                           | 7 يوليو 1953       | 4 نوفمبر 1946          |
|             | الاتحاد البريدي العالمي                          | ?                  | ?                      |
|             | البنك الدولي للإنشاء والتعمير                    | 31 ديسمبر 1945     | 31 أغسطس 1961          |
|             | المنظمة الهيدروغرافية الدولية                    | ?                  | ?                      |
|             | الاتحاد الدولي للاتصالات                         | 1908               | 3 يونيو 1878           |
|             | مؤسسة التمويل الدولية                            | 15 أبريل 1957      | 31 أغسطس 1961          |
|             | المركز الدولي لتسوية المنازعات الاستشارية        | 24 أكتوبر 1991     | 2 مايو 1980            |
|             | منتدى التعاون الاقتصادي لدول آسيا والمحيط الهادئ | 11 نوفمبر 1994     | 6 نوفمبر 1989          |

## وصلات خارجية
- موقع وزارة الخارجية التشيلية
- موقع وزارة الخارجية النيوزيلندية